# (32149) 2000 LY30
2000 LY30 (asteroide 32149) é um asteroide da cintura principal. Possui uma excentricidade de 0.18891520 e uma inclinação de 8.04853º.
Este asteroide foi descoberto no dia 6 de junho de 2000 por LONEOS em Anderson Mesa.